# 谢里尔·麦克米伦
小谢里尔·麦克米伦（英語：Shellie McMillon Jr.，1936年3月11日—1980年7月11日），美国NBA联盟前职业篮球运动员。他在1958年的NBA选秀中第6轮第42顺位被底特律活塞选中。